# Madge Gill
Madge Gill (1882-1961) fue una artista inglesa englobada dentro del arte marginal. Tras la muerte de dos de sus hijos y una larga enfermedad comenzó a dibujar, escribir y bordar. Guiada por un espíritu que ella llamaba Myrinerest (que podría ser traducido como my inner rest, mi paz interior), trabajaba por la noche, en condiciones de baja iluminación.
Como soporte utilizaba cartulinas y rollos de tela de baja calidad y, de manera obsesiva, usando tinta china y una pluma, dibujaba un rostro femenino con sombrero, siempre ambientado en un entorno arquitectónico imaginario de densos gráfismos. Algunos de sus dibujos eran del tamaño de una postal mientras que otros podían llegar a medir 30 metros.

## Biografía

### Origen, adolescencia y matrimonio
Madge Gill (1882-1961) nació en el barrio East End de Londres, donde pasó la mayor parte de su vida. En su certificado de nacimiento figura como Maude Eades Ethel junto con el nombre de su madre soltera, Emma Eades y sin padre. Debido a la negativa connotación social que los nacimientos ilegítimos tenían en la época victoriana, Madge pasó su infancia aislada del mundo, criada por su madre y Carrie, su tía, bajo la estricta mirada de su abuelo. A los nueve años de edad, estando su madre todavía viva, su familia decidió no hacerse cargo de ella y fue entregada al orfanato del Dr. Barnardo en Barkingside. Cinco años después fue transportada en barco a Canadá junto a cientos de niños beneficiarios de un programa del orfanato que ofrecía mano de obra infantil para dar a los jóvenes otra oportunidad en el nuevo mundo.
Madge pasó la adolescencia en Ontario trabajando en granjas como empleada doméstica y niñera. La vida de estos jóvenes inmigrantes era dura y a menudo sufrían maltratos. A la edad de dieciocho años logró volver a cruzar el Atlántico y una vez de vuelta en Londres encontró trabajo como enfermera en el hospital Whipps Cross de Leytonstone. Durante un tiempo vivió con su tía Kate, quien la introdujo en el espiritismo y las prácticas de médium. En 1907, se casó con el hijo de Kate, su primo Tom Gill. Las relaciones en el matrimonio pronto se volvieron desagradables. En los próximos seis años, Madge dio a luz a tres hijos varones, Laurie, Reggie y Bob, el segundo niño murió en la pandemía de gripe de 1918. Un año más tarde, Madge dio a luz, por última vez, a una niña que nació muerta y con una desfiguración. A consecuencia de este parto, Madge estuvo al borde de la muerte y a causa de esta larga enfermedad perdió el ojo izquierdo, que sustituiría por uno de cristal.

### Inicio del trabajo creativo
Unas semanas después de recuperar la salud, el 3 de marzo de 1920, Madge Gill fue “poseída” por primera vez por Myrninerest, su espíritu-guía. Madge tenía entonces treinta y ocho años y su contacto con esta figura fantasma se mantendría sin interrupción durante el resto de su vida. En 1926 su hijo Laurie publicó Myrninesrest the Spheres, un pequeño texto en el que relató las actividades que su madre realizaba en un delirante estado de trance, toda una serie de labores creativas propias de la época: dibujar, escribir, hacer punto, ganchillo, tejer, cantar o tocar el piano. En 1922 Madge se sometió a tratamiento en una clínica de enfermedades de la mujer en Hove, en la costa sur. Una vez allí, le entregó un paquete de dibujos a una médico, quien los puso en conocimiento de la Sociedad para la Investigación Psíquica de Londres. Un documento en los archivos de esta sociedad registra la opinión experta de un Oficial de Investigación, quien juzgó los dibujos como "más provenientes de inspiración que de tipo automático".
Las vicisitudes de Madge aún continuaron. Su marido tenía relaciones extramatrimoniales.  El joven Bob resultó herido en un accidente de moto y quedó postrado durante dos años: su madre pasaba noches enteras sentada junto a su cama, por lo general dibujando o escribiendo. En 1933 Tom murió de cáncer. Tras su muerte Madge continuó viviendo con sus dos hijos, los tres unidos por un profundo afecto mutuo. Su cuñado Bert Gill, un ardiente seguidor de la astrología, vivió con ellos en la misma casa hasta su muerte en 1948.
A partir de los años 30 Madge Gill tenía una reputación como medium en el barrio de Upton Park. Organizaba sesiones de espiritismo en su casa, realizaba horóscopos y ofrecía profecías espontáneas. Estás prácticas remitieron después de algunos años, En 1950 murió su hijo Bob, ella había profetizado una vez que le sobreviviría. A partir de entonces vivió sola con Laurie, quien fue siempre un fiel defensor de su arte. Su producción artística continuó sin cesar hasta su muerte en 1961 a la edad de 79 años en su casa victoriana de Plashet Grove.

## Obra
En 1932 Madge participó por primera vez en una exposición anual de arte de aficionados del East End, organizada por la Galería Whitechapel. En ella mostró reincarnation, un rollo de lienzo densamente trabajado con tintas de color, que llamó la atención de la prensa nacional. 
Los dibujos a tinta se convirtieron en su principal medio de expresión realizados en postales, hojas de papel o tarjetas, y en largos rollos de tela de lienzo sin tratar. Simultáneamente continúo con la labor de realizar cojines, colchas y vestidos profusamente decorados. 
Continuó exhibiendo cada año en la Galería Whitechapel hasta 1947. 
Gill rara vez se separó de sus cuadros, por lo que la producción de toda su vida se mantuvo casi intacta y se fue acumulado con los años en el ático de su casa East Ham.
Su trabajo está marcado por una perseverancia inquebrantable. En una sola noche, era capaz de realizar más de una docena de postales concienzudamente. Durante una época trabajó grandes pliegos de cartulina y los realizaba de cien en cien. 
Para ayudarla a abordar los gigantescos rollos de tela que compraba a mitad de precio en una tienda local, su hijo Laurie le montó una especie de caballete que permitía mantener expuesto un trozo de tela a medida que el trabajo avanzaba, de modo que solo veía el trozo en el que estaba trabajando. Madge permanecía de pie durante horas, dados los problemas técnicos que se le planteaban por la superficie áspera de la tela sin tratar y la absorción de la tinta. Los rollos eran tan grandes que no los podía ver dentro de la casa y solía poner a sus hijos a desenrollarlos en el jardín trasero. En 1939 expuso un rollo en la Galería Whitechapel de casi cuarenta metros, probablemente fue su trabajo más grande: ocupó una pared entera de la galería. 

### Poseída por «myrinerest» el espíritu guía
Todas las creaciones de Madge se llevaban a cabo bajo los auspicios de Myrninerest, su espíritu-guía, una especie de fantasma que le acompañó a lo largo de toda su vida y con cuya rúbrica firmaba sus dibujos y postales.
Se dice que una vez rechazó la oferta de una muestra en una ilustre galería del West End, explicando que sus obras no podían ser vendidas, ya que todas ellas pertenecían a Myrninerest.
Este fenómeno de Myrinerest, así lo llamaba ella,  podría ser traducido como my inner rest, mi paz interior y algunas fuentes interpretan esta referencia a lo sobrenatural como una coartada de conveniencia, una forma de desviar la atención de una compulsión que no podía controlar, pero que era indispensable para su vida.

### Interpretaciones
En sus improvisaciones frenéticas, casi alucinantes, llena toda la superficie con patrones de damero que sugieren vertiginosos espacios semiarquitectónicos. En estas proliferaciones de remolinos afloran rostros pálidos de mujeres descarnadas y sin nombre, esbozados someramente, aunque con expresión sorprendida y una evidente preocupación por la belleza. Hay un fuerte impulso decorativo y creativo tan fuerte como la pulsión de recrear la misma imagen una y otra vez, de manera obsesiva y sin cesar una vez que la imagen es reconocida.
Su obra ofrece una versión personal sobre los arquetipos femeninos y dota a sus dibujos de una ilusión de profundidad fragmentada que recuerda a espejos rotos.
La idea de interpretar la obra de Gill en relación con su biografía resulta tentadora; ¿Se refiere a su hija perdida, a sus queridas tías o a un ideal femenino?,¿Son, en cierto sentido, autorretratos, o mejor dicho: intentos de estabilizar su propia frágilidad, como si fuera a través de instantáneas fugaces? Otra lectura compara los rostros con Myrninerest, concebido como el alter ego de la artista en otro mundo, inmune a los traumas de la vida real.

### Artista outsider
Durante cuarenta años, Madge Gill mantuvo el clásico perfil de artista Outsider, una carrera fecunda y obstinada, prácticamente sin audiencia y sin pensar en la venta de su trabajo. 
En una ocasión le confesó a Louise Morgan, un amigo periodista,  que cada rostro dibujado tenía un significado, pero no dijo nada más sobre el tema. Una carta revela que la producción artística se había convertido en una carga: "Querido Louise, me gustaría ser normal". Otra carta habla con admiración de la pintora näif estadounidense Grandma Moses.
En sus últimos años, ya anciana y con dolencias variadas su carácter se agrió y se volvió más absorta en sí misma. Apenas salía de casa, pasaba las noches trabajando en su habitación en un estado de auto-hipnosis que la alejaba de la realidad. Algunos vecinos hablaban de su mirada inquietante, su discurso excéntrico o su comportamiento "como de desquiciada o borracha".

### Su legado
Una buena parte de sus obras pasaron a dominio público y alcanzaron el mercado del arte, para suerte de coleccionistas de Art Brut como Jean Dubuffet. Laurie Gill hizo una donación formal del resto de su herencia a las autoridades locales. Por consiguiente más de 200 piezas se conservan hoy en los archivos municipales de Newham. En 1968 recibió el reconocimiento que no había tenido en vida con una retrospectiva en la Galería Grosvenor en el West End. Una selección de su trabajo, incluyendo el magnífico lienzo The Crucifixion of the Soul (La crucifixión del alma), contribuyó al éxito de la exposición Outsider de 1979 en la Galería Hayward. Las obras de Madge Gill se conservan en la actualidad en varias colecciones públicas, incluyendo la colección de Art Brut de Lausanne, Suiza, y la colección de Aracine en Lille, Francia.

### Exposiciones individuales
2024 Museo National d'art de Catalunya, "La mà guiada", Barcelone, 2023, (con  Josefa Tolrà)
2019 William Morris Gallery, Walthamstow
2010 Myrninerest - Florian Sundheimer Galerie, Munchen
2007 Madge Gill - Florian Sundheimer Galerie, Munchen
2006 Madge Gill - Post Card - Galerie Chobot, Viena
1999 Madge Gill - Galerie Susanne Zander, Colonia
1982  Whitechapel Gallery, London,
1982 Madge Gill - Whitechapel Art Gallery, Londres (Inglaterra)
1978 Collection de l'art brut, Lausanne,

### Exposiciones colectivas
2025 Art Brut, dans l'intimité d'une collection, la donation Bruno Decharme au Centre Pompidou, Grand Palais, Paris
Power Station of Art, Shangai, "A Walk on the Wild Side: Artworks from the Collection de l’Art Brut and Elsewhere" 
 Galerie du Marché, Lausanne, "25 ans de plaisir"
2024 Biennale di Venezia, Padiglione Centrale,VeneciVilla Medici, "Epopées Célestes, art brut dans la collection Decharme" Dubuffet e l'art brut, l'arte degli outsiders, Museo delle Culture, MUDEC, Roma
2022 ALBERTINA Museum, "donation Chobot" Vienna
2020 Memory Palaces: Inside the Collection of Audrey B. Heckler, American Folk Art Museum, New York 
2011 Sous le vent de l'Art Brut - Collection Charlotte Zander - Halle Saint Pierre, París  "Caboches", Galerie du marché, Lausanne
2010 Intuition - Whitworth Art Gallery, Manchester (Inglaterra)
2009 About Face - Adam Baumgold Gallery, Nueva York, NY
2008 on line - Adam Baumgold Gallery, Nueva York, NY the line is a lonely hunter - New Jerseyy, Basel
The Message - Das Medium als Künstler - Kunstmuseum Bochum, Bochum
2007 Mixed Signals - Ronald Feldman Fine Arts Inc, Nueva York, NY
2006 Fairy Tale, Myth and Fantasy - Galerie St. Etienne, Nueva York, NY
More Than Coffee was Served - Galerie St. Etienne, Nueva York, NY
Inner Worlds Outside - Whitechapel Art Gallery, Londres (Inglaterra)
Á la carte - Europäische Art Brut - Galerie Peithner-Lichtenfels, Viena
2005 Dubuffet et l´art brut - LaM - Lille Métropole musée d'art moderne, d'art contemporain et d'art brut, Villeneuve d'Ascq
Outsider Art - Tate Britain, Londres (Inglaterra)
Kunst von Medien - Galerie Susanne Zander, Colonia  "l'art spirite",Collection de l'art brut, Lausanne
In Another World - Kiasma - Museum of Contemporary Art, Helsinki
Future Primitive - One in the Other, Londres (Inglaterra) (closed, 2009)
'2003 Innocence & Transgression - The Proposition, Nueva York, NY
Autodidacts from Abroad - Luise Ross Gallery, Nueva York, NY
2000 Art Without Precedent: Nine artists from the Musgrave Kinely Outsider Art Collec - Irish Museum of Modern Art - IMMA, Dublín "Solitärer", the Art Brut Collection of Philippe Eternod and Jean-David Mermod Prins Eugens Waldemarsudde, Stockholm, "Solitärer", the Art Brut Collection of Philippe Eternod and Jean-David Mermod
1998 "Figure dell'anima, Arte Irregolare in Europa" Castello Viconteano di Pavia Figure dell'anima - Palazzo Ducale, Génova
1994 hauttief - Helmhaus Zürich, Zürich
1986 Dubuffet & Art Brut, Peggy Guggenheim, Veneci
1978 Musée d'art moderne, Paris, "les singuliers de l'art" Paris
1947 East End Academy, London
1942 East End Academy, London
1939 White Chapel Gallery, London
1932 White Chapel Gallery, London
1930 East End Academy, London